# Baie de l'Évelyne
Baie de l'Évelyne är en vik i Antarktis. Den ligger i Östantarktis. Frankrike gör anspråk på området.